# Transammans
Transammans, Transammans – förbundet för transpersoner och närstående, är ett svenskt riksförbund vars syfte är att främja transpersoners hälsa och rättigheter genom att påverka, stödja och utbilda. Organisationen startades som ett projekt av RFSU Västerås och RFSL Ungdom Västmanland år 2013. Sedan 2015 är Transammans ett nationellt förbund och har fem lokalföreningar som täcker hela Sverige. Transammans anordnar träffar och andra aktiviteter för transpersoner och närstående till transpersoner, samt är aktiva i politiskt påverkansarbete för att förbättra transpersoners hälsa och livsvillkor. Transammans arbetar även med att utbilda om transfrågor.

## Priser och utmärkelser
Transammans blev utsedda till Årets Gräsrot 2016, ett pris som delas ut av Dagens Opinion och Reform Act, för sitt ideella arbete. Den 27 mars 2017 mottog man Stiftelsen H.M. Konungens Jubileumsfond för Ungdom i Sveriges stipendium. 2022 tilldelades Transammans priset Diversity Index Award i kategorin könsidentitet/könsuttryck.